# Tom Brokaw
Thomas John Brokaw, dit Tom Brokaw, (né le 6 février 1940) est un auteur et journaliste de télévision américain. Il a présenté le NBC Nightly News, journal télévisé du soir du réseau de télévision américain NBC, de 1982 à 2004. 
Après la mort brutale, le 13 juin 2008, de Tim Russert, présentateur de l'émission politique dominicale Meet the Press, il assure la présentation de l'émission du mois de juin au mois de décembre 2008.